# کوزان-جی
کوزان-جی (به ژاپنی: 高山寺 Kōzan-ji) یک معبد بودایی وابسته به شینگون در اوکیو، کیوتو، کیوتو، استان کیوتو، ژاپن است.